# Destiny Chukunyere
Destiny Chukunyere (Birkirkara, 29 d'agost del 2002) és una cantant maltesa.

## Biografia
Chukunyere va néixer el 29 d'agost del 2002 a Birkirkara i va anar a l'escola a Ħamrun. La seva mare és ètnicament maltesa i el seu pare és l'exfutbolista nigerià Ndubisi Chukunyere. A l'edat de 9 anys va començar a cantar. El 2014 va acabar en tercer lloc a Kanzunetta Indipendenza i va guanyar el festival de músic Asteriks, així que Sanremo Junior a Itàlia.
El 2015 va guanyar el Festival de la Cançó d'Eurovisió Júnior a Sofia (Bulgària). Va ser la segona maltesa que va guanyar el festival, després de Gaia Cauchi el 2013. Com a conseqüència, va rebre el Midalja għall-Qadi tar-Repubblika de la part de la presidenta de Malta, Marie-Louise Coleiro Preca.
Al principi del 2020 va guanyar la segona temporada de X Factor Malta. Com a premi, hauria pogut representar Malta en el Festival de la Cançó d'Eurovisió 2020, que s'hauria celebrat a la ciutat neerlandesa de Rotterdam en cas de no haver sigut cancel·lat per la pandèmia per coronavirus de 2019-2020. Ja va participar en el Festival de la Cançó d'Eurovisió del 2019 com a corista de Michela Pace. No obstant això, va tornar a ser seleccionada per la televisió pública maltesa per representar el país en el Festival de la Cançó d'Eurovisió 2021 amb la cançó Je me casse.